# Генріх III Білий
Генріх III Білий (пол. Henryk III Biały; 1227/1230 — 3 грудня 1266) — князь Вроцлав-Сілезький у 1248—1266 роках.

## Життєпис

### Боротьба за владу
Походив з династії Сілезьких П'ястів. Був третім сином Генріка II, верховного князя Польщі, та Ганни Пржемисловни. У 1241 році після загибелі батько у битві з монгольськими військами під Легницею, Генріх опинився під опікою матері. Володіння батька успадкував старший брат Болеслав II.
У 1242 році помер другий за віком брат Генріха — Мешко, внаслідок чого Генріх III став головним спадкоємцем після Болеслава II. У 1247 році Генріх досяг повноліття, але старший брат не виявляв бажання ділитися з ним владою. У боротьбі з останнім Генріх знайшов підтримку в особі Томаша I, єпископа Вроцлава, у якого був конфлікт з Болеславом II щодо церковного майна, та Мейсенського маркграфства. У результаті заколоту Генріха та його молодшого брата Владислава Болеслава II було захоплено у полон. Зрештою Генріха III було оголошено співволодарем Болеслава II.
Втім ворожнеча між братами тривала. Для залагодження суперечки було досягнуто згоди стосовно розподілу батьківського спадку: Генріх III отримав Вроцлавське герцогство (князівство).

### Панування
Генріх III з самого початку обрав політику посилення своєї влади, придушення самостійності місцевої шляхти та міщанства. У 1248 році Генріху III вдалося умовити молодшого брата Владислава обрати духовну кар'єру (згодом став архієпископом Зальцбурга), проте спроба Болеслава II зробити те ж саме щодо іншого брата Конрада виявилася невдалою. У цьому Генріх III підтримував Конрада, і Болеслав II був змушений надати останньому Глогувське князівство. Для зміцнення свого становища одружився з представницею Мазовецьких П'ястів, яка до того була удовою брата Мєшка.
Проте суперечки тривали, що не влаштовувало Генріха III, який намагався економічно зміцнити своє герцогство, для чого потрібно було досягти миру по всій Сілезії. Але протягом 1250—1252 років вимушений був втручатися в боротьбу Конрада II і Болеслава II. У 1253 році, коли Конраду II вдалося повалити Болеслава II, він допоміг старшому брату повернути престол.
У 1251 році відвідав Прагу, де уклав союз з Вацлавом I, королем Богемії. Надалі у 1252, 1259, 1261 роках бував в Празі, де підтверджував договори з Вацлавом I і його наступником Пржемислом Отакаром II.
Втім, союз із королями Богемії не дав очікуваних результатів. З початком війни за Австрійський спадок (після вимирання династії Бабенбергів) вирішив здобути підтримку в Богемії в обмін на можливе розширення володіння в Польщі. Тому розірвав мирні стосунки з Пшемислом I, князем Великої Польщі. У відповідь протягом 1253—1254 років вороги завдали значних збитків володінням Генріха III Білого своїми походами. Завдяки союзу з Бранденбургом йому вдалося відвести загрозу з боку Великої Польщі.
Водночас Генріх III сприяв інтенсивній німецькій колонізації Нижньої Сілезії. При цьому другим шлюбом одружився з представницею саксонського роду Веттінів, яка залучала до двору Генріха Білого німецьких митців та вчених. Але жорстка політика щодо містян призвела до повстання у Вроцлаві в 1266 році, яке стало цілковитою несподіванкою для Генріха III Білого. Через кілька місяців після придушення повстання він несподівано помер. Владу перебрав його син Генріх.

## Родина
1. Дружина — Юдит (1222/1225—1257/1265), донька Конрада I Мазовецького.
Діти:
- Генрик (1258—1290)
- Ядвіга (1256—після 1300), дружина 1) Генріха Веттіна фон Пляснерланда; 2) Оттона I Асканія, князя Ангальт-Ашерслебена

2. Дружина — Гелен (1247—1309), донька Альберта I Веттіна, герцога Саксонії
Дітей не було